# Ріпки (Богодухівський район)
Рі́пки — село в Україні, у Богодухівській міській громаді Богодухівського району Харківської області.

## Географія
Село Ріпки знаходиться за 2 км від витоків річки Криворотівка. Село складається з двох частин, рознесених на ~ 1 км. Через село протікає пересихаючий струмок. За 2 км знаходиться залізнична станція Ріпки. За 3 км проходить автомобільна дорога Р46.

## Історія
Село вперше згадується у 1722 році.
За даними на 1864 рік у власницькому селі Харківського повіту мешкало 399 осіб (193 чоловічої статі та 206 — жіночої), налічувалось 32 дворових господарства, існували винокуренний та селітряний заводи.
Село постраждало внаслідок геноциду українського народу, проведеного урядом СРСР у 1932—1933 роках, кількість встановлених жертв у Сазоно-Баланівці та Ріпках — 156 людей.
Приблизно у XIX столітті в селищі була кузня, що показують знахідки в селі.
На північ від села розташовані п'ять курганів, на початку XX століття біля них стояла кам'яна фіґура (половецька баба). 
12 червня 2020 року, відповідно до розпорядження Кабінету Міністрів України № 725-р «Про визначення адміністративних центрів та затвердження територій територіальних громад Харківської області», село увійшло до Богодухівської міської громади.
19 липня 2020 року, в результаті адміністративно-територіальної реформи та ліквідації Богодухівського району (1923—2020), село увійшло до складу новоутвореного Богодухівського району Харківської області.м

## Відомі люди
- Гончар Михайло Тимофійович (1922) — український вчений в галузі лісівництва, кандидат сільськогосподарських наук, професор кафедри біології, селекції і захисту рослин Львівського національного аграрного університету.
- Гончаренко Гнат Тихонович — відомий кобзар.